# رود چگم
رود چگم (انگلیسی: Chegem) یک رودخانه در استان کاباردینو-بالکاریای کشور روسیه است.